# Rizal (Nueva Ecija)
Rizal ist eine philippinische Stadtgemeinde in der Provinz Nueva Ecija. Sie hat 64.087 Einwohner (Zensus 1. August 2015).

## Baranggays
Rizal ist politisch unterteilt in 26 Baranggays.
| - Agbannawag - Bicos - Cabucbucan - Calaocan District - Canaan East - Canaan West - Casilagan - Aglipay (Curva) - Del Pilar - Estrella - General Luna - Macapsing - Maligaya | - Paco Roman - Pag-asa - Poblacion Central - Poblacion East - Poblacion Norte - Poblacion Sur - Poblacion West - Sto Cristo - San Esteban - Santa Monica - Villa Labrador - Villa Paraiso - San Gregorio |